# Маяк-Островной
Мая́к-Островно́й — населённый пункт в Лазовском районе Приморского края России. Входит в состав Беневского сельского поселения.

## География
Населённый пункт Маяк-Островной расположен на мысе полуострова Островной Российского побережья Японского моря.
Дорога к населённому пункту Маяк-Островной идёт на юг от села Киевка через село Заповедный, расстояние до Киевки около 12 км.

## Население
| 2002 | 2007 | 2008 | 2010 |
| ---- | ---- | ---- | ---- |
| 4    | ↗8   | →8   | ↗11  |